# Dichromia sagittalis
Dichromia sagittalis là một loài bướm đêm trong họ Erebidae.